# Takaka (rivière)
La rivière Takaka (anglais : Takaka River) est un fleuve du nord-ouest de l'Île du Sud de la Nouvelle-Zélande dans la région de Tasman. Elle s'écoule vers le nord sur 70 kilomètres, pour se jeter dans la Golden Bay près de la ville de Takaka.

## Présentation
Il a été rapporté le 17 janvier 2007 que la rivière Takaka est l'une des rivières de l'Île du Sud présentant une efflorescence algale due à l’espèce Didymosphenia geminata.